# Żegrowo
Żegrowo – wieś w Polsce położona w województwie wielkopolskim, w powiecie kościańskim, w gminie Śmigiel.
W okresie Wielkiego Księstwa Poznańskiego (1815-1848) miejscowość wzmiankowana jako Żegrowo należała do wsi większych w ówczesnym pruskim powiecie Kosten rejencji poznańskiej. Żegrowo należało do okręgu śmigielskiego tego powiatu i stanowiło część majątku Popowo niemieckie (niem. Deutsch Poppen), który należał wówczas do J. Szołdrskiego. Według spisu urzędowego z 1837 roku Żegrowo liczyło 179 mieszkańców, którzy zamieszkiwali 23 dymów (domostw).
W latach 1975–1998 miejscowość położona była w województwie leszczyńskim.
Znajdują się tu także: stacja na trasie wąskotorowej Śmigielskiej Kolei Dojazdowej oraz pałac. Występują tu studnie artezyjskie oraz źródła.
Najgrubszy w powiecie dąb szypułkowy Żegrowiak, to drzewo o obwodzie pnia 785 cm i wysokości 24 m (w 2014).